# Lucton
Lucton is een civil parish in het bestuurlijke gebied Herefordshire council, in het Engelse graafschap Herefordshire.